# ديفيد بيشوب (لاعب اتحاد الرغبي)
ديفيد بيشوب (بالإنجليزية: David Bishop)‏ هو لاعب اتحاد الرغبي بريطاني، ولد في 22 سبتمبر 1983 في Church Village ‏ في المملكة المتحدة.